# Sharlee D'Angelo
Sharlee d'Angelo (født Charles Petter Andreason 27. april 1973) er en svensk musiker. Han er mest kendt for sin position som bassist i heavy metalbandet Mercyful Fate såvel som Arch Enemy, Spiritual Beggars og IllWill. Mellem 1990-1993 var med i King Diamond. Andre bands han har spillet med er Dismember, Sinergy, Witchery, Hemisfear. 